# 822

## Nașteri
- martie: Al-Mutawakkil  (d. 861)

## Decese
- 26 iunie: Saichō călugăr japonez (n. 767)
- dată necunoscută: Winiges de Spoleto  (n. ?)